# ویلم یکم
ویلم یکم (به هلندی: Willem I) (۲۴ اوت ۱۷۷۲ – ۱۲ دسامبر ۱۸۴۳) رئیس کشور و پادشاه هلند بود.
وی همچنین برندهٔ جوایزی همچون نشان حمام، نشان پشم زرین و نشان بند جوراب شده‌است.